# Harvey J. Alter
Harvey James Alter (New York, 1935. szeptember 12. –) amerikai kutatóorvos, virológus, praktizáló orvos, a Nobel-díj kitüntetettje. Legismertebb kutatásai a hepatitis C-vírus felfedezéséhez kapcsolódnak.

## Fiatalkora és tanulmányai
Alter New Yorkban született egy zsidó családba. Rochesterben a University of Rochesteren 1956-ban szerzett főiskolai diplomát. 1960-ban ugyanazon az egyetemen orvosi diplomát szerzett, majd a rezidensi idejét a Strong Memorialban kezdte meg. Alters posztgraduális tanulmányai között volt az is, hogy 1961 decembere és 1964 júniusa között Bethesdában volt klinikai asszisztens. Egy évig, 1964 július és 1965 június között orvos rezidens volt  a Washingtoni Egyetem Kórházrendszerében Seattle-ben, majd 1965 júliustól 1966 júniusig Washingtonban a Georgetowni Egyetemi Kórház hematológiai részén dolgozott.
Alter Bethesdában a NIH-hez tartozó Warren Grant Magnuson Clinical Center  Transzfúziós Gyógyászati Osztály helyettes kutatásvezetője és a fertőző betegségek részlegének egykori vezetője volt. Az 1970-es évek közepén kutatótársaival kimutatta, hogy a legtöbb transzfúziós hepatitises eset nem a Hepatitis A-hoz vagy B-hez kapcsolódik. Egymástól függetlenül Alter és Edward Tabor, a U.S. Food and Drug Administration tudósa átömlesztéses kutatásokkal bizonyították, hogy a hepatitis egy, kezdetben "nem-A, nem-B hepatitisnek" nevezett változat okozta. A fertőzést okozó ágens valószínűleg vírus. Ezek a tanulmányik vezettek el a Hepatitis C 1988-as felfedezéséhez, amiért Michael Houghtonnal és Charles M. Rice-szal közösen megosztva megkapta 2020-ban a fiziológiai és orvostudományi Nobel-díjat.
Alter azért részesült a díjban, mert ezzel akarták elismerni azt a kutatás sorozatot, mely a Hepatitis C-t okozó vírus felfedezéséhez vezetett. Ő megkapta a Distinguished Service Medalt, a legmagasabb olyan kitüntetést, mely a legmagasabb, polgári közegészségüggyel foglalkozó orvosnak adományozható. Ezen kívül 2000-ben neki ítélték meg az Albert Lasker Award for Clinical Medical Research díjat.